# Рукавичка (сказка)
«Рукавичка» — украинская народная сказка о потерянной рукавичке, которую нашли в лесу звери и в которой решили жить. Сказка показывает радушие между действующими лицами — собратьями, и учит делиться добром с другими и ладить между собой даже в беде.

## Сюжет
Дед теряет зимой рукавичку. Её находит мышка и поселяется в ней. Потом приходит жаба и просит тоже впустить её в рукавичку, чтобы согреться. Мышка соглашается. Затем прибегают зайчик, лисичка, волчок и медведь, которые также просят разрешения поселиться в рукавичке и получают его. Последним гостем становится кабан. Перед тем, как заселиться, новичок каждый раз спрашивает разрешения у уже живущих там животных. В некоторых вариантах сказки порядок заселения зверей может немного отличаться.
Существует несколько концовок. В одной из них наступает момент, когда рукавичка не может вместить всех, кто хочет найти тепло внутри, и рвётся. В другой из них дед возвращается за рукавичкой, которую находит его собака, и животные убегают. В варианте, записанном в Миргороде в XIX веке, рукавичку находит стрелец, стреляет по ней и находит внутри сразу несколько шкур. В варианте, записанном в Борисполе в XIX веке, последним гостем становится волк, который съедает кабана и зайца, в то время как лисица и мышка убегают.

## Действующие лица
Персонажи животных в некоторой степени стандартные. Многие сказочные герои приобрели образно-выраженное значение, олицетворяющее определенную черту их поведения или характера . Так, например, лиса стала символом хитрости и коварства, волк — жестокости, заяц — пугливости, конь — трудолюбия, собака — верности.
Самоназвания звучат очень красочно благодаря двойному определению-приложению: мышка-поскребушка (укр. мишка-шкряботушка, мишка-скряботушка), лягушка-попрыгушка (укр. жабка-скрекотушка), зайчик-побегайчик (укр. зайчик-побігайчик, зайчик-лапанчик), лисичка-сестричка (укр. лисичка-сестричка), волчок — серый бочок (укр. вовчик-братик), медведюшка-батюшка (укр. ведмідь-набрідь), кабан-клыкан (укр. кабан-іклан, кабан-неклан) — всё это помогает детям чётко представить каждое животное.

## Образность
Животные прибывают к рукавичке в порядке возрастания их размера (самая маленькая — мышка). Они дружелюбны по отношению друг к другу, хоть рукавичка и маленькая, о чём есть украинская пословица Де є приязнь, там не тісно (рус. Где есть дружба, там не тесно). Но также сказка освещает особенность долгой жизни в тесноте — каждое создание стремится иметь собственное, пусть и маленькое жилище.
Согласно украинскому фольклористу Виктору Давидюку, эта сказка отражает календарные охотничьи представления о порядке охоты на разных животных. На это в частности указывает количество животных, приходящих к рукавичке — 7. Охотничий календарь не нуждался в такой точности, как земледельческий, и имел 7 месяцев по 7 недель, в которых было по 7 дней. Название «Ведмідь-набрідь» следует понимать как медведя-шатуна, который не заснул в берлоге на зиму. Поэтому он становится последним объектом охоты в году. Появление в сказке домашних и непромысловых животных является наслоением более поздних времён, когда утвердилось животноводство и земледелие.

## Переводы
Рукавичка была переведена на разные языки, в частности английский, японский, азербайджанский, французский, немецкий и русский. В Японии сказка известна книжками-картинками (издание Gospel Hall Shoten, обнародованное в 1965 году).